# Ихтиолест
Ихтиолест (лат. Ichthyolestes pinfoldi) — вид вымерших древних китообразных из семейства пакицетид (Pakicetidae), единственный в роде Ichthyolestes. Жили во времена эоцена (лютетский век) в северной части современного Пакистана.
Родовое название Ichthyolestes с др.-греч. Ίχθύς ληστης буквально означает «рыбный воришка».
Ихтиолест — самый древний из известных представителей семейства Pakicetidae, так как размеры его полукружных каналов во внутреннем ухе такие же, как и у ближайших ныне живущих родственников китообразных — парнокопытных, в то время как у их более поздних родственников и ныне существующих китообразных, размеры полукружных каналов уменьшены и редуцированные.